# Vjazemszkij (település)
Vjazemszkij (oroszul: Вяземский) város Oroszország távol-keleti részén, a Habarovszki határterületen, a Vjazemszkiji járás székhelye.
Népessége: 14 555 fő (a 2010. évi népszámláláskor).

## Elhelyezkedése
Habarovszktól 130 km-re délre, az orosz-kínai határon folyó Usszuri jobb partjától 10 km-re keletre helyezkedik el. Vasútállomás a transzszibériai vasútvonal Habarovszk–Vlagyivosztok közötti szakaszán. A településen át vezet az „Usszuri” nevű A370-es főút. 

## Története
A várost O. P. Vjazemszkij (1839–1910) vasúti mérnökről nevezték el, aki többek között ennek a vasútvonalnak az építését irányította. Magát a települést is a vasút építésekor, 1895-ben alapították. A vasút védelmére az 1899-ben elkészült vasútállomás mellett kozákokat telepítettek le. 1924-ben a két település összevonásával jött létre Vjazemszkoje falu. 
1934-ben lett az ugyanakkor létrehozott járás székhelye lett, 1951-ben kapott városi rangot. 